# Candidature de Chicago pour l'organisation des Jeux olympiques d'été de 2016
Pour un article plus général, voir Sélection de la ville hôte pour les Jeux olympiques de 2016.

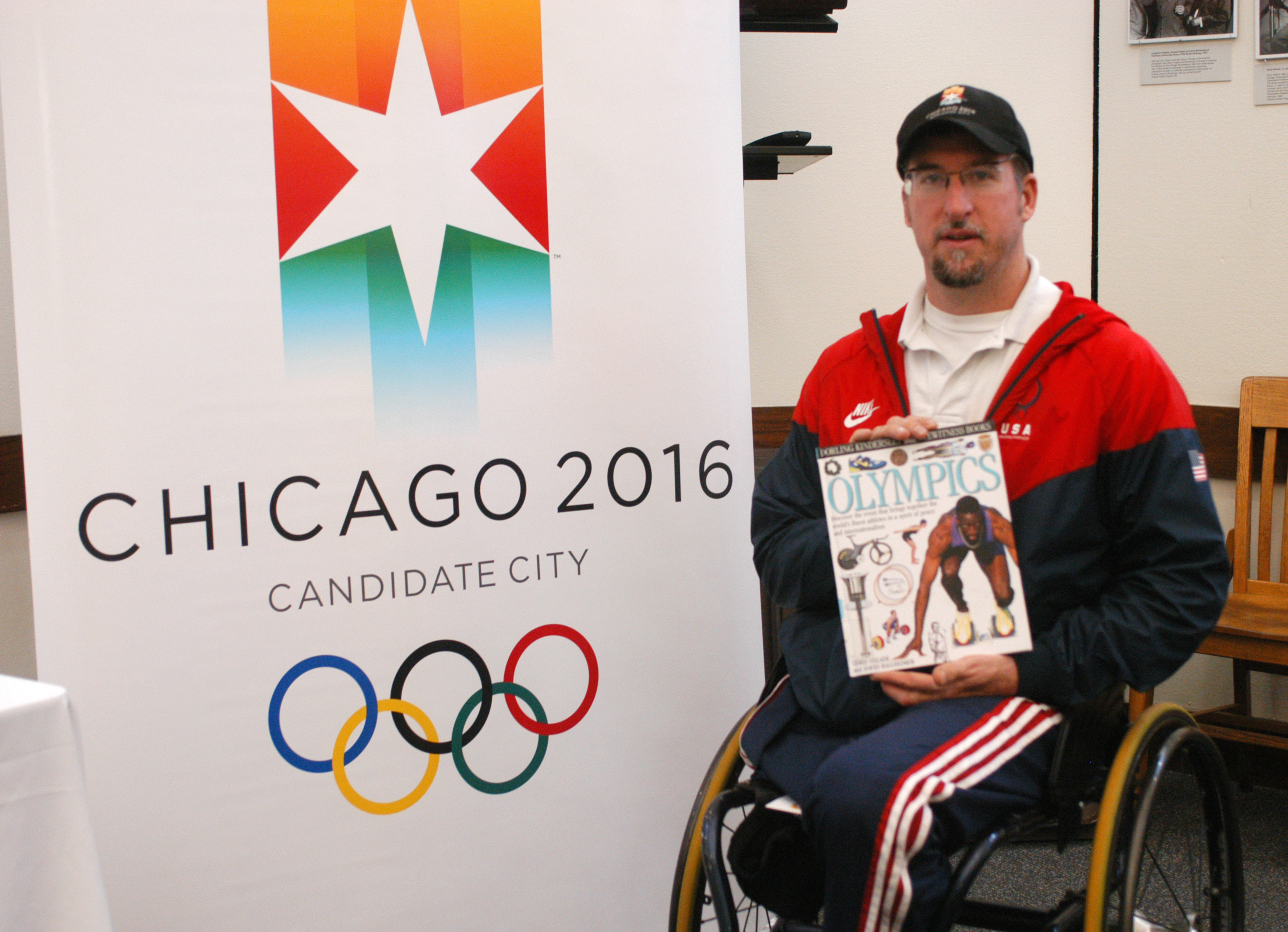
Paul Moran, un athlète paralympique, apporte son soutien à la ville de Chicago.

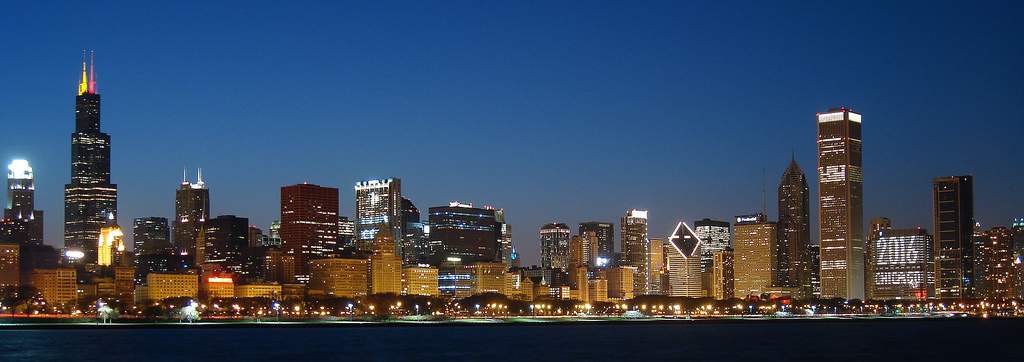
Panorama sur Downtown Chicago avec à droite un gratte-ciel sur lequel est projeté « Chicago 2016 ».

La ville de Chicago a été sélectionnée le 16 mai 2007 par le Comité international olympique (CIO), comme l'une des quatre villes candidates officielles à l'organisation des Jeux olympiques d'été de 2016. Ses concurrentes furent Madrid, Rio de Janeiro et Tokyo. Chicago fut éliminé dès le premier tour.

## Sélection du Comité national olympique des États-Unis
Initialement, cinq villes américaines furent candidates pour les Jeux Olympiques de 2016 : Chicago, Houston, Los Angeles, Philadelphie, et San Francisco. Le directeur de l'United States Olympic Committee de l'époque, Peter Ueberroth, visita les villes américaines susceptibles d'organisation les prochains J.O de 2016, durant les mois d'avril et de mai 2006. Il visita Chicago le 10 mai. Le 26 juillet 2006, l'USOC annonça une liste réduite comprenant trois villes : Chicago, Los Angeles et San Francisco. San Francisco se retira le 13 novembre 2006.
La sélection finale de l'USOC a lieu le 14 avril 2007 à Washington DC, ou les deux villes encore candidates (Chicago et Los Angeles), ont fait une dernière présentation de 40 minutes devant les membres du comité. A environ 9 heures du soir UTC, Chicago est déclarée vainqueur et devient par conséquent la candidate officielle des États-Unis.

## Présentation du projet
Le projet final met l'accent sur l'occupation du Chicago Park District pour l'organisation des jeux, mais d'autres espaces seront utilisés, notamment le Soldier Field et la McCormick Place. Les quartiers nord (North Side) ainsi que le centre (Loop) et les quartiers sud (South Side) seront également sollicités.
Grâce à la grande proximité des différentes infrastructures, les athlètes seront proches de leurs compétitions.

## Soutiens au projet

### Politiques

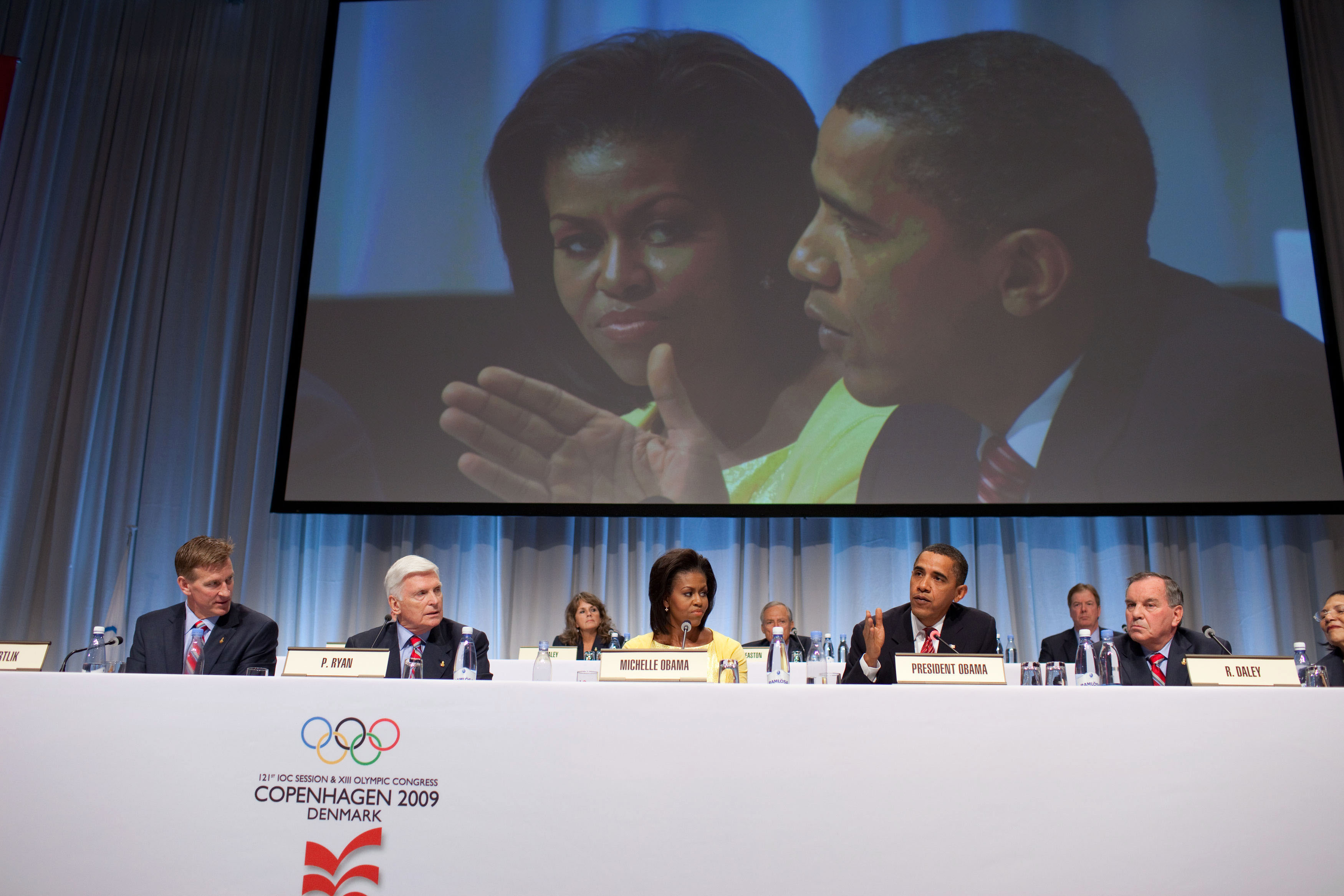
Barack Obama, Président des États-Unis, sa femme Michelle et Richard M. Daley, maire de Chicago, à Copenhague lors de leur soutien dans la candidature de leur ville.

- Barack Obama[1], Président des États-Unis
- Michelle Obama[2], Première dame des États-Unis
- Richard M. Daley[3], Maire de Chicago
- Rod Blagojevich, ancien Gouverneur de l'Illinois
- Patrick Quinn, Gouverneur de l'Illinois
- Dick Durbin, Sénateur U.S de l'Illinois

### Sportifs
- Michael Jordan[4], célèbre basketteur américain
- Michael Phelps[5], célèbre nageur américain

### Divers
- Oprah Winfrey[6], célèbre présentatrice télé
- Patrick Ryan, Directeur de la candidature de Chicago pour 2016

## Résultats

### Pré-évaluations
| Rangs | Pays       | Villes         | Candidatures | Évaluation des villes sélectionnées |
| ----- | ---------- | -------------- | ------------ | ----------------------------------- |
| 1er   | Japon      | Tokyo          | Détails      | 8.3                                 |
| 2e    | Espagne    | Madrid         | Détails      | 8.1                                 |
| 3e    | États-Unis | Chicago        | Détails      | 7.0                                 |
| 4e    | Brésil     | Rio de Janeiro | Détails      | 6.3                                 |

### Évaluations finales
| Rio de Janeiro | Brésil     | 26 | 46       | 66       |
| Madrid         | Espagne    | 28 | 29       | 32       |
| Tokyo          | Japon      | 22 | 20       | éliminée |
| Chicago        | États-Unis | 18 | éliminée | éliminée |